# Albrecht I. (Hohenlohe-Weikersheim)

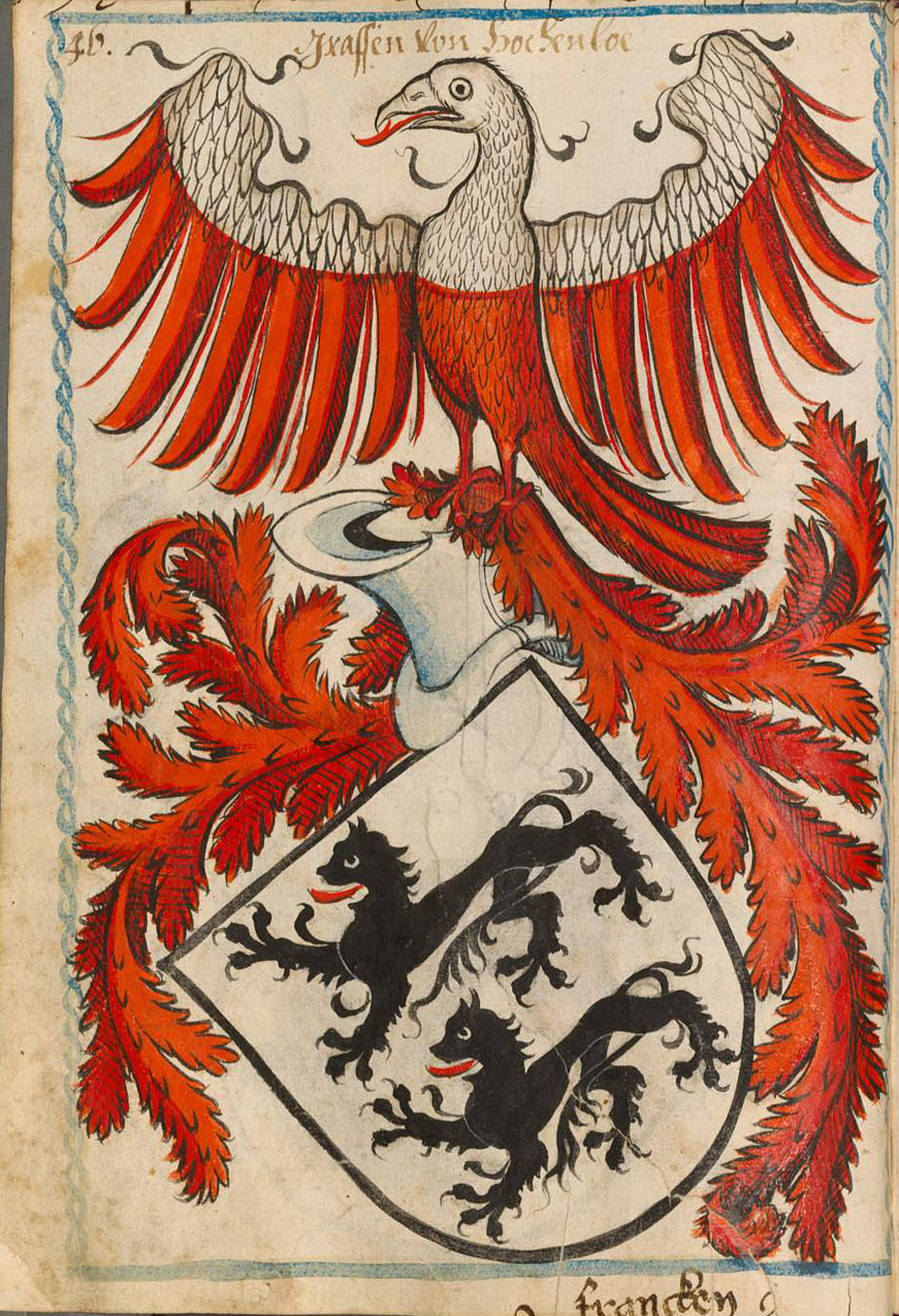
Wappen der Herren von Hohenlohe im Scheiblerschen Wappenbuch

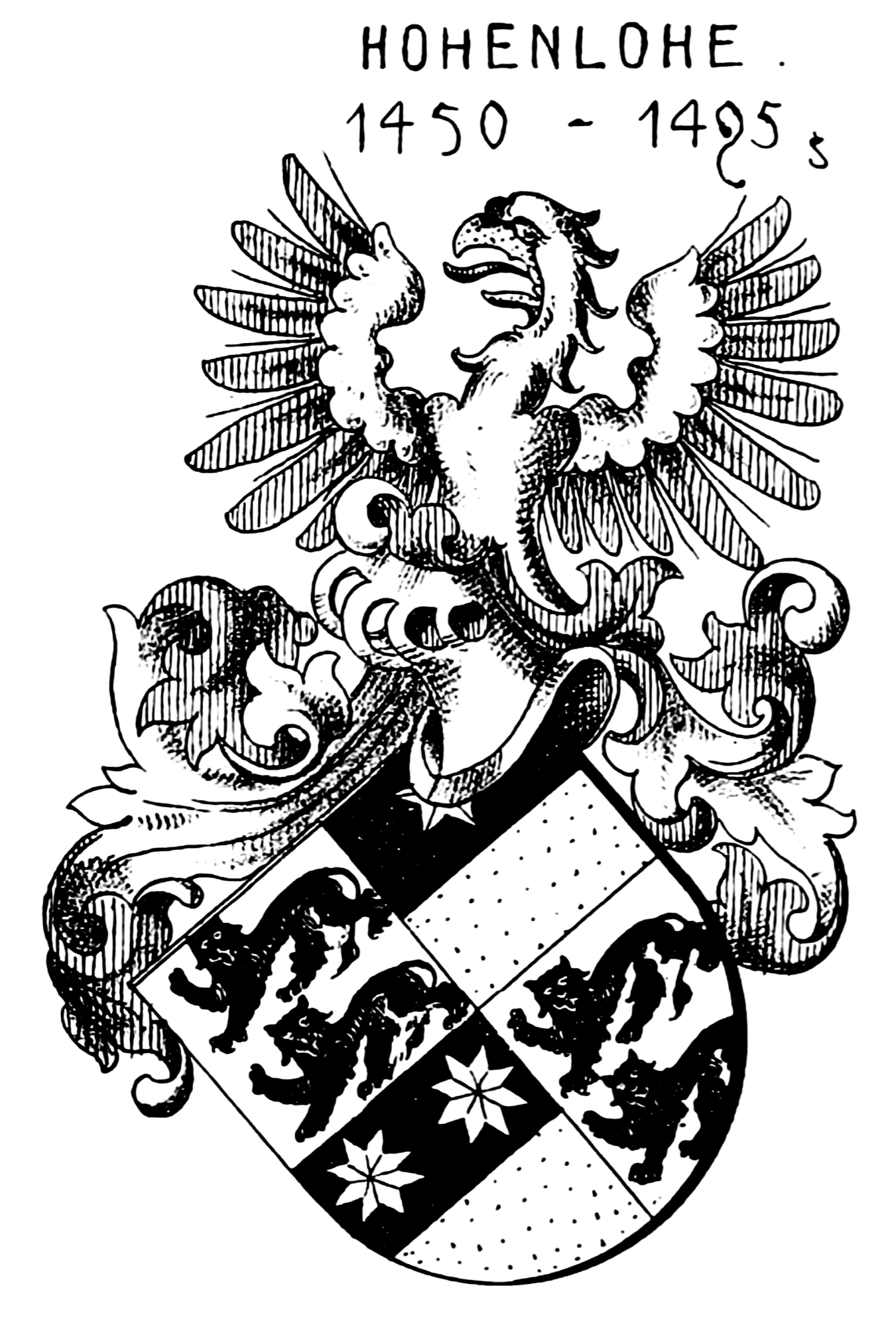
Wappen der Grafen zu Hohenlohe, 1450 bis 1495 vereint mit den Wappen der Grafschaft Ziegenhain und der Grafschaft Nidda

Albrecht I. von Hohenlohe-Weikersheim (* um 1368; † 15. Juni 1429) war ein fränkischer Kanoniker und Edelmann. Er wurde zum Stammvater sämtlicher Mitglieder des Hauses Hohenlohe, die nach 1412 lebten.

## Abstammung
Albrecht I. von Hohenlohe war der jüngste von sieben Söhnen des fränkischen Edelmannes Kraft III. von Hohenlohe (* um 1315; † 1371) und dessen Frau Anna von Leuchtenberg († 11. Juni 1390), Tochter des Landgrafen Ulrich I. von Leuchtenberg (* 1293; † 1334). Außerdem hatte Albrecht noch zwei Schwestern. 
Auf Grund einer Verordnung seines Vaters aus dem Jahre 1367 sollten nur Albrechts beiden ältesten Brüder Kraft IV. und Gottfried III. unter Gleichteilung des väterlichen Erbes Land und Leute des Hauses Hohenlohe-Weikersheim regieren, und die jüngeren Geschwister sollten mit Apanagen versehen werden und möglichst eine geistliche Laufbahn als Kanoniker oder Ordensritter anstreben.

## Leben
Im Jahre 1383 immatrikulierte sich Albrecht I. an der Universität Bologna. Von 1388 bis 1397 war er Domherr in Mainz. Im Jahr 1390 lässt sich Albrecht I. auch als Domherr in Passau nachweisen, und von 1408 bis 1412 als Propst von Öhringen. Von 1391 bis 1409 war er Domherr in Trier und Würzburg. 
Beim Aussterben der Linie Hohenlohe-Brauneck im Jahre 1390 mit dem Tod Konrads IV. versuchte Albrecht I. vergeblich, die Territorien dieser Linie für sein Haus zu sichern. Sämtliche Allodien erbten die Familien, in welche die verbliebenen Töchter von Hohenlohe-Brauneck eingeheiratet hatten. Über die heimgefallenen Reichslehen wurde anderweitig verfügt, so dass die Linie Hohenlohe-Weikersheim nichts mehr davon abbekam. 
Mit päpstlichem Dispens, den eigens König Ruprecht bei Papst Gregor XII. beantragt hatte, zog sich Albrecht I. 1409 als Kanoniker zurück und trat die Herrschaft in den Territorien seines Vaters an, nachdem sämtliche älteren Brüder und ein Neffe bereits verstorben waren, oder wie bei dem Passauer Bischof Georg oder dem Mönch Gottfried III. auf Grund des geistlichen Amtes kein legitimer Nachwuchs mehr zu erwarten war.
Das Erbe, das Albrecht I. 1409 antrat, war in den mehr als drei Jahrzehnten seit dem Tod seines Vaters 1371 wenig vorteilhaft verwaltet worden, so dass das Haus Hohenlohe insgesamt in diesen Jahren einen Niedergang zu verzeichnen hatte. 
1412 starb auch die Linie Hohenlohe-Uffenheim aus, so dass sich alle Hoffnungen auf die Weiterexistenz des Hauses Hohenlohe auf Albrecht I. konzentrierten. Durch seine guten Beziehungen zu König Sigismund konnte Albrecht I. die Reichslehen der Linie Hohenlohe-Uffenheim für sein Haus sichern, wenn auch der Allodialbesitz durch das Erbe an die hinterbliebenen Töchter dieser Linie verloren ging. 
1414 ordnete Albrecht I. die Münzstätte in Öhringen neu, entließ den betrügerischen Münzmeister und stoppte den Niedergang des Hauses Hohenlohe. In seinem Todesjahr 1429 hatte er auch den Titel eines kurpfälzischen Rats.

## Familie
Albrecht I. heiratete spätestens 1413 Elisabeth von Hanau († 1475), die 4000 Gulden Heiratsgut und mütterlicherseits den Erbanspruch an Grafschaft Ziegenhain in die Ehe einbrachte. Aus dieser Verbindung gingen folgende Kinder hervor:
- Kraft V. (* um 1416; † 31. März 1472)
- Georg (* um 1417; † 1470), Domherr in Trier
- Albrecht II. († 1490)
- Elisabeth († 24. Dezember 1488), zweimal verheiratet, nämlich I. 1441 mit Ludwig V. von Lichtenberg und II. mit Hugo XIII. von Montfort-Rotenfels-Langenargen († 16. Oktober 1491)

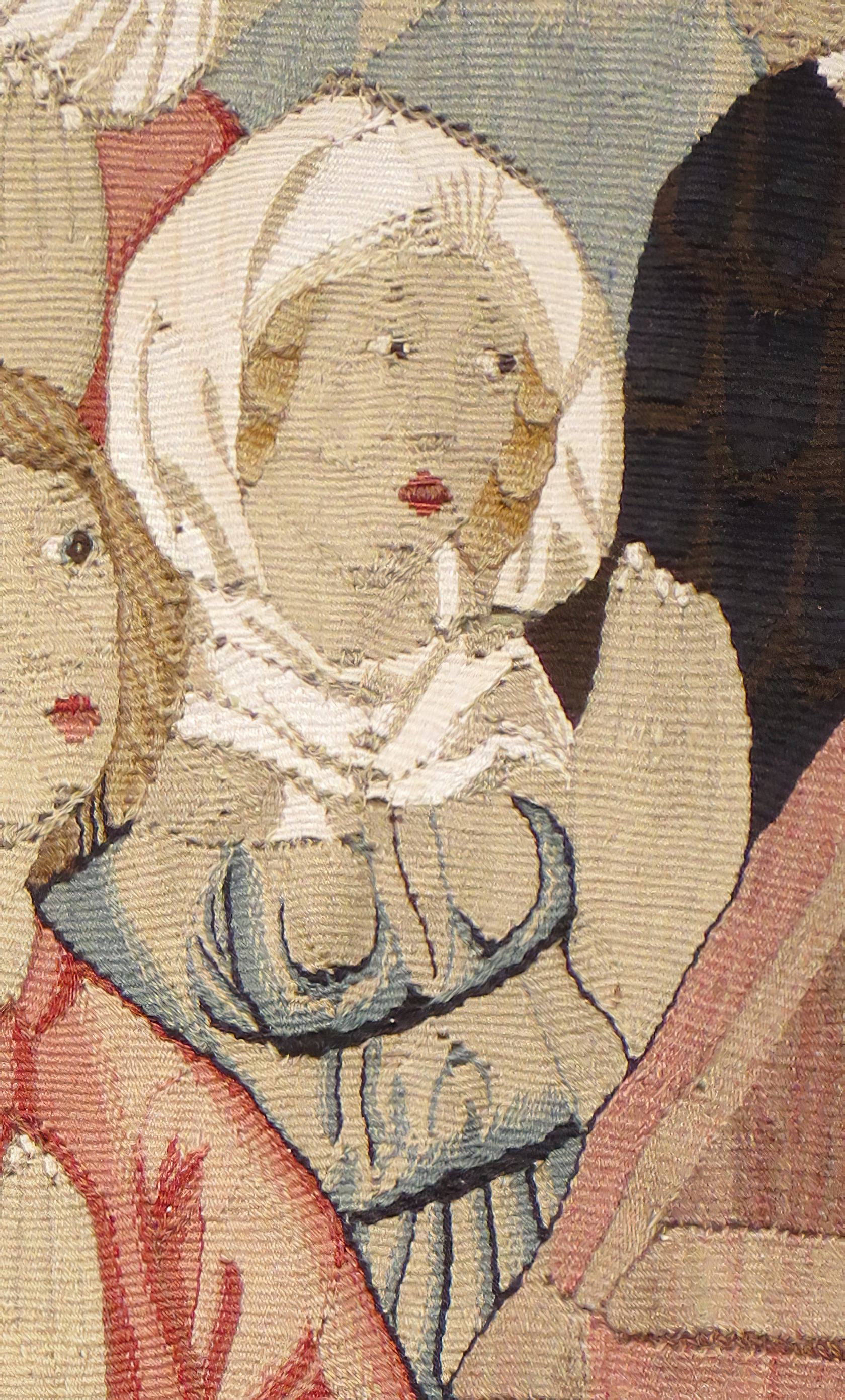
Elisabeth von Hohenlohe auf dem Adelphus-Teppich

- Anna († 8. September 1440), Nonne im Kloster Klarenthal, dort auch beigesetzt
- Adelheid, 1426 Nonne, vermutlich ebenfalls im Kloster Klarenthal
- Agneta, 1426 Nonne, vermutlich ebenfalls im Kloster Klarenthal